# Бузина чорна
Бузина чорна (Sambucus nigra L.; місцеві назви — бозняк, буз, самбук, бездерево) — отруйна рослина, яку також можуть використовувати як лікарську.

## Морфологічна характеристика

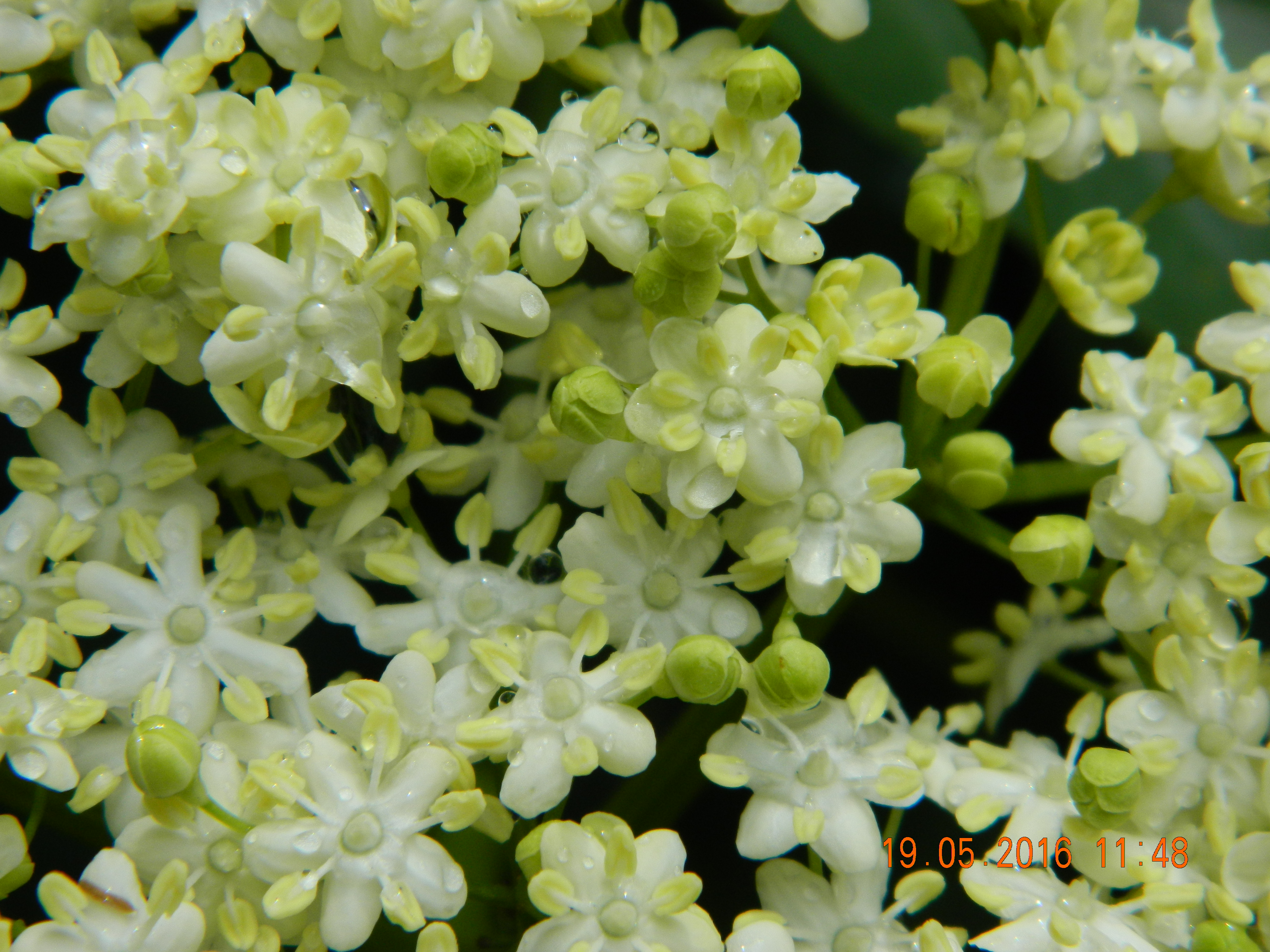
Квіти бузини

Гіллястий кущ або невелике деревце родини адоксових (5-5,5 м заввишки) зі світло-бурою тріщинуватою корою. Пагони буруваті, засіяні коричневими сочевичками, всередині містять широку, білу, м'яку серцевину.
Листки 35 см завдовжки, супротивні, непарноперисті. Листочки яйцеподібні або яйцеподібно-довгасті, гостропилчасті, з косовитягнутою вершиною, по жилках опушені. При розтиранні відчувається неприємний запах.
Квітки дрібні, жовтувато-білі, зібрані в щиткоподібні волоті з п'ятьма головними гілочками. Віночок п'ятипелюстковий (до 5 мм у діаметрі), тичинок 4-5, маточка одна, зав'язь нижня.
Плід — тринасінна кістянка, чорно-ліловий.
Бузина чорна росте в підліску листяних і мішаних лісів, по чагарниках, на лісових порубах, узбіччі лісових доріг, на узліссях. Світлолюбна рослина. Квітне у травні — червні.
Поширена майже по всій Україні, особливо у правобережному і лівобережному Лісостепу, Закарпатті, Прикарпатті, Поліссі, рідше в Степу, в Криму і в Карпатах. Промислова заготівля можлива у Закарпатській, Тернопільській, Львівській, Волинській, Київській, Сумській, Харківській, Полтавській, Черкаській, Хмельницькій та Донецькій областях. Запаси сировини значні.

## Інші види
Бузина червона (S. racemosa L.) Відрізняється від попереднього виду червоними кістянками, суцвіття — щільна яйцеподібна волоть, серцевина бурувата. Росте в підліску листяних і мішаних лісів. Тіньовитривала рослина. Поширена у лісових і лісостепових районах України.
Бузина трав'яниста (S. ebulus L.) Багаторічна трав'яниста рослина. Росте на пустирях, забур'янених місцях, узбіччях лісових доріг. Світлолюбна рослина. Поширена по всій Україні.

## Практичне використання
Бузина використовується в харчовій, медоносній, лікарській, фарбувальній, ефіроолійній, інсектицидній галузях та як декоративна рослина.
Плоди мають характерний солодко-кислий смак і своєрідний аромат. У свіжому вигляді вони не їстівні. Але зібрані в стадії повної стиглості використовуються для технічної переробки (виробництво вин, наливок, лікерів, варення, желе, мусів, киселів, чайно-кавових сурогатів, спирту, начинок для цукерок і пирогів). Згущеним соком підфарбовують червоні вина. Для приготування харчових продуктів плоди бузини краще змішувати з іншими дикорослими та культурними плодами.
У лікеро-горілчаному та кондитерському виробництвах широко застосовуються квітки бузини — для ароматизації шампанських вин і коньяків.
Бузина чорна — весняно-літній медонос, що дає підтримуючий взяток. Одна квітка її виділяє 0,16 мг нектару, який містить 23 % цукру. Один гектар суцільних насаджень виділяє 85 кг нектару.
У науковій медицині застосовують квітки, квіткові бруньки й листки. Їх використовують як потогінний і сечогінний засіб, при простуді, кашлі, для інгаляції та полоскань, а препарати з них — при ларингітах, бронхітах, грипі, захворюванні нирок і сечового міхура, при невралгіях. Листки містять алкалоїд самбунігрин, альдегіди, ефірну олію, вітамін С (близько 280 мг%), каротин (14-50 мг %) . У корі містяться ефірні олії, холін, фітостерин, цукри (8,4 г на 100 г), кислоти, пектинові й дубильні речовини.
Плоди бузини чорної містять аскорбінову кислоту (10-49 мг%), вітаміни В1 та В2, самбунігрин, каротиноїди, антоціанові глікозиди, хінну кислоту, хлорогенову кислоту, протизапальний фактор J, дубильні та смолисті речовини, цукри (20 %)
У листках бузини чорної та трав'янистої містяться алкалоїд коніїн і глюкозид самбунігрин, який відщеплює синильну кислоту (10 мг на 100 г свіжих листків). Тварини не зачіпають цих рослин через синильний відштовхуючий запах.
У народній медицині листки та кора рекомендуються при ревматизмі, подагрі, артритах, водянці, діабеті, зовнішньо при болях у вухах, рожистих запаленнях, опіках, геморої, простудах.
Плоди бузини застосовують для фарбування шовкових тканин у червоний колір. Квітки збирають для добування ефірної олії. Сухі квітки містять 0,027 % ефірної олії з терпенами і парафіноподібними речовинами, кавову, валер'янову, яблучну, оцтову кислоти й дубильні речовини.
За літературними даними, бузина чорна має фітонцидні й інсектицидні властивості. Її рекомендують застосовувати проти агрусової п'ядениці, чорносмородинового кліща. Маючи специфічний запах, бузина відлякує пацюків і мишей, часто її гілками обв'язують стовбури плодових дерев від пошкодження гризунами.
Як декоративна рослина вона придатна для живоплотів і поодиноких насаджень. Вводиться як підлісок у ґрунтозахисних протиерозійних насадженнях. Деревина бузини жовта або біла, легка, блискуча, використовується для дрібних виробів, іграшок. Порожнисті стебла бузини використовують для виготовлення народних музичних інструментів, серцевина стебла — в мікроскопічній техніці.
Бузина червона не має лікарських і харчових властивостей, ціниться як інсектицидна і фітонцидна рослина, взимку плоди її є добрим кормом для птахів. Інколи на ній бджоли збирають падь, яку виділяють попелиці.
Бузина трав'яниста — отруйна рослина, містить коніїн і глюкозид салібунігрин, є дані про лікування нею хронічних форм невралгії, водянки та хвороб нирок.

## Збирання, переробка та зберігання

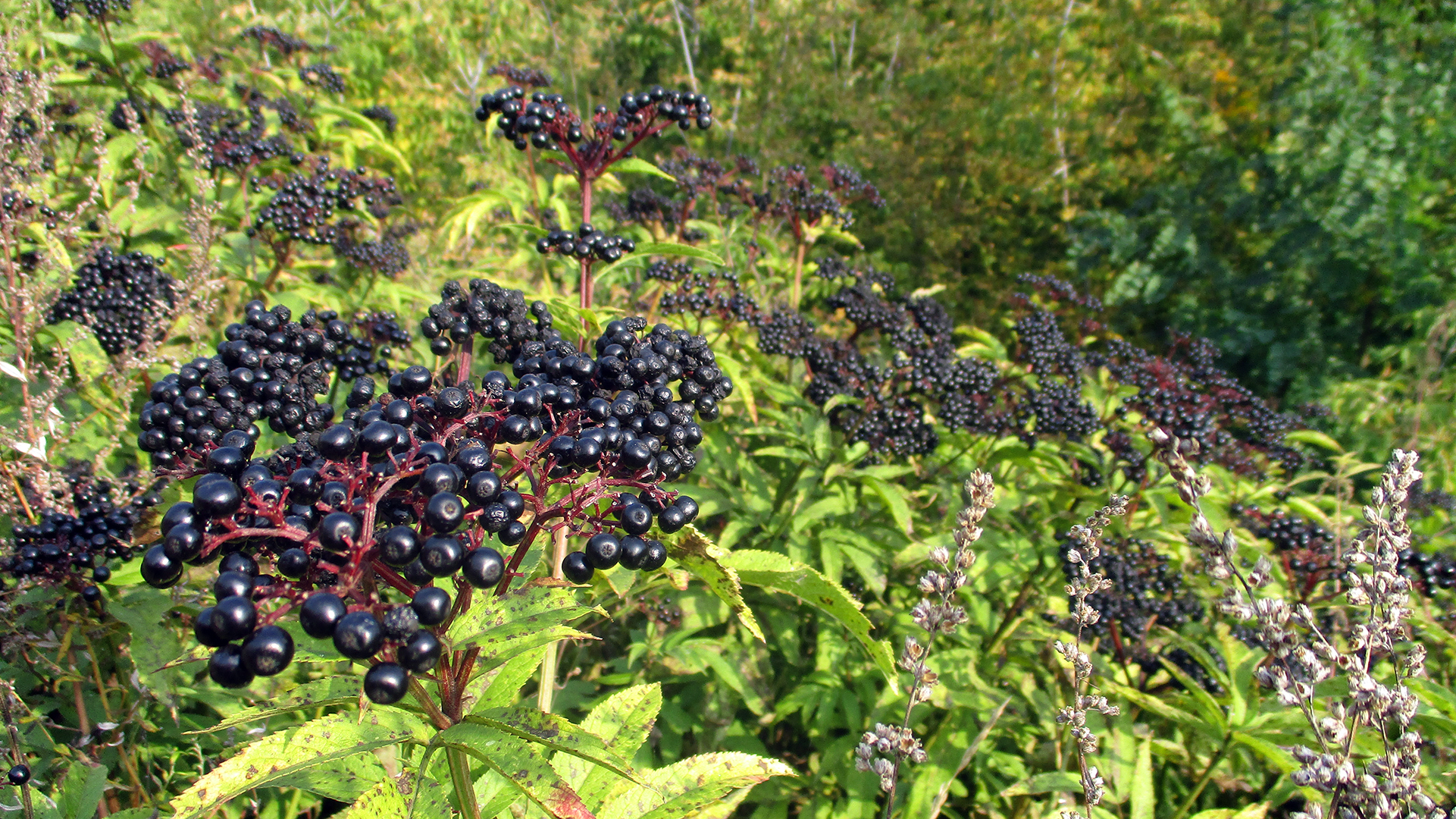
Ягоди бузини чорної

Плоди збирають у липні — серпні, зрізуючи ножами або секаторами разом з гроном і складають у кошики. Спочатку їх пров'ялюють, а потім сушать у спеціальних сушарках або в печах при температурі 60-65°. Сухі плоди обмолочують і відділяють від плодоніжок і гілочок на решетах чи віялках. Вихід сировини 15 %. Упаковують плоди в мішки вагою по 50 кг.
Квітки збирають під час цвітіння, зрізуючи ножами та секаторами цілі суцвіття, і укладають, не трамбуючи, у кошики. Сушать під наметами, розстилаючи в один шар на папері чи тканині. Після висихання обмолочують, а потім на решетах або віялках відділяють квітки від інших частин. Упаковують сировину в мішки вагою по 100 кг, строк зберігання — три роки.

## Галерея

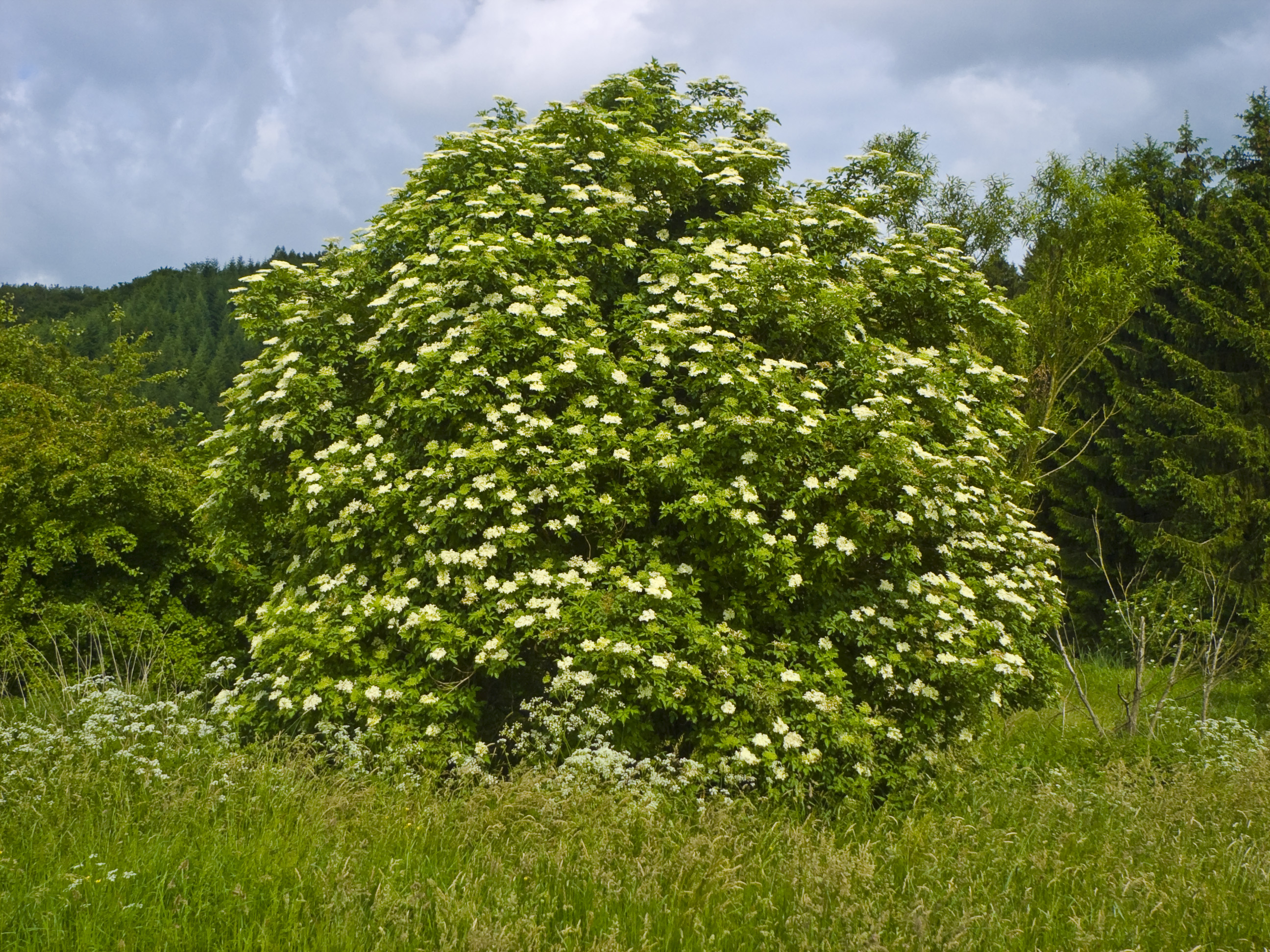
Деревце бузини
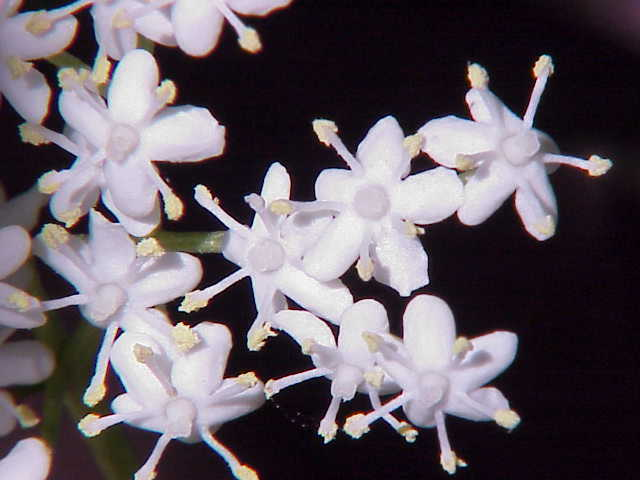
Цвіт
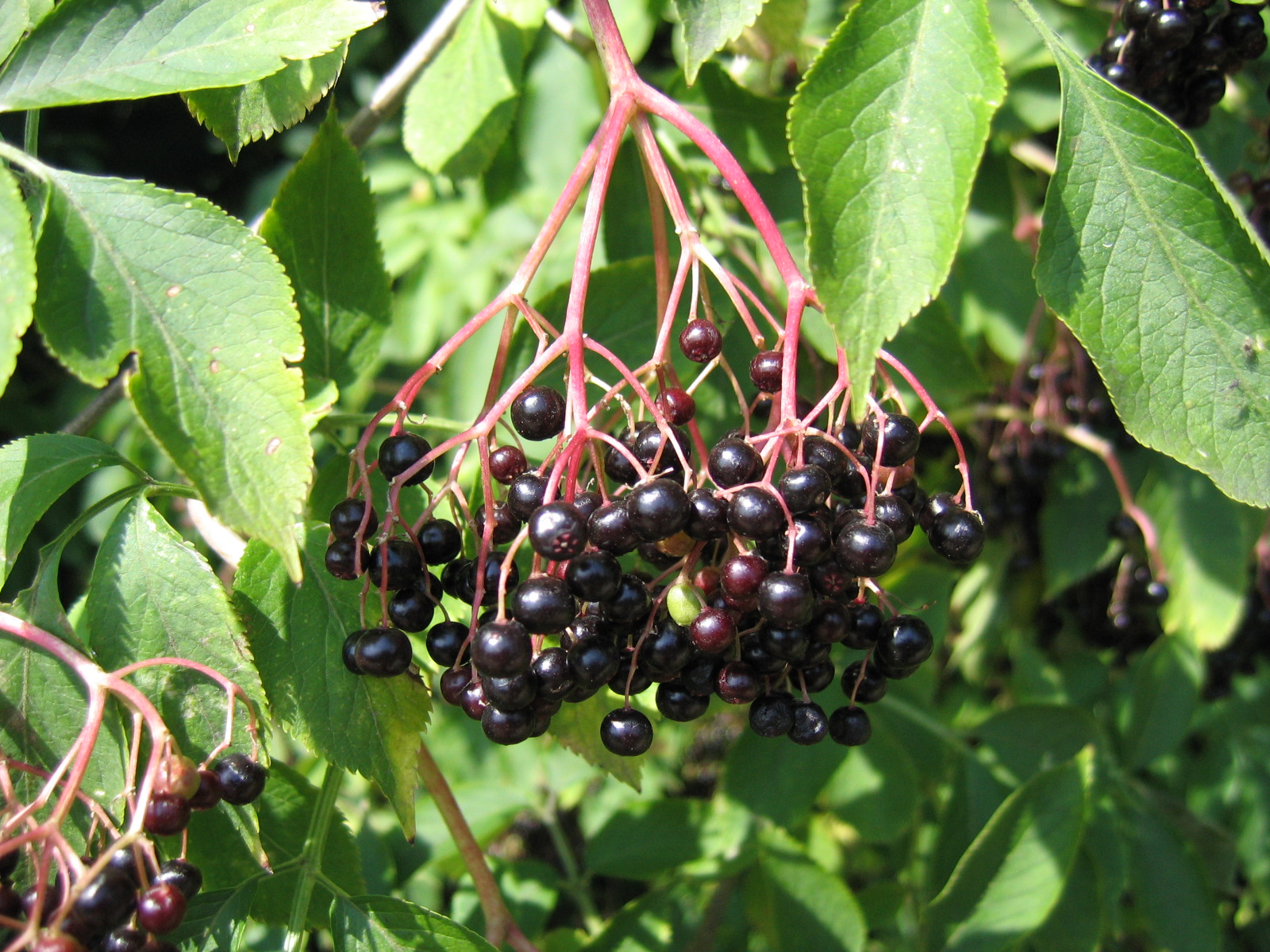
Плоди
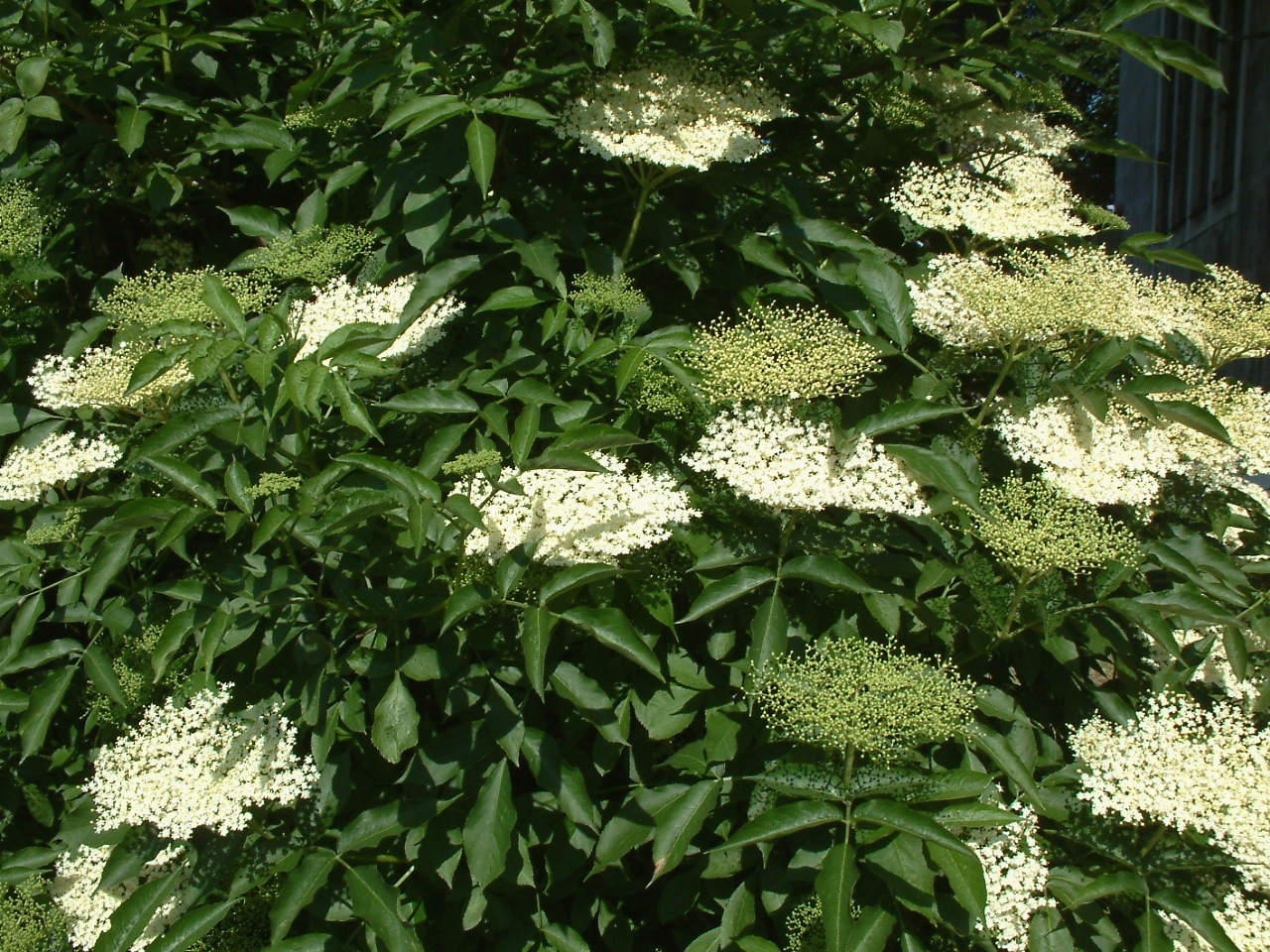
Гілка бузини
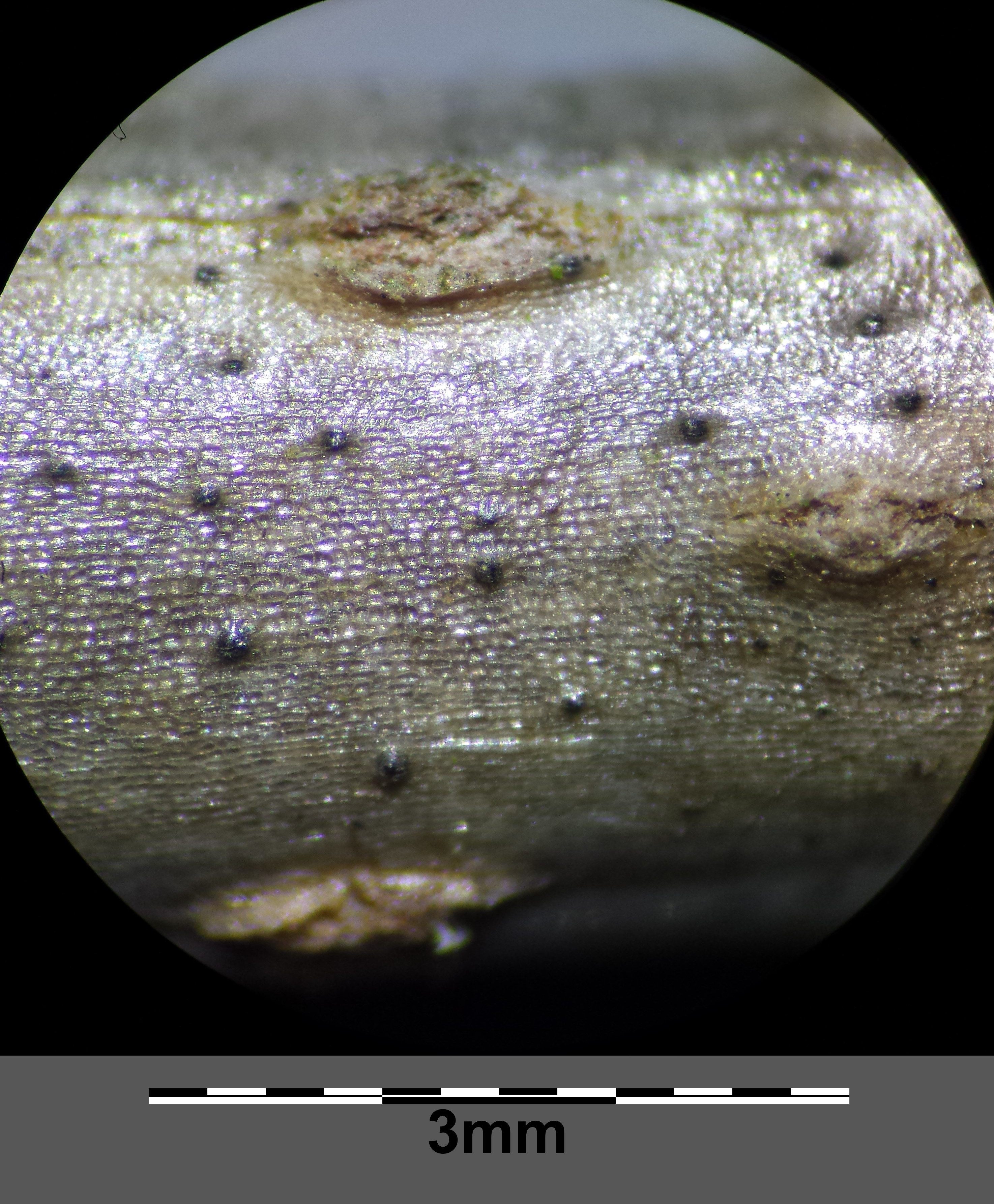
Однорічна гілка
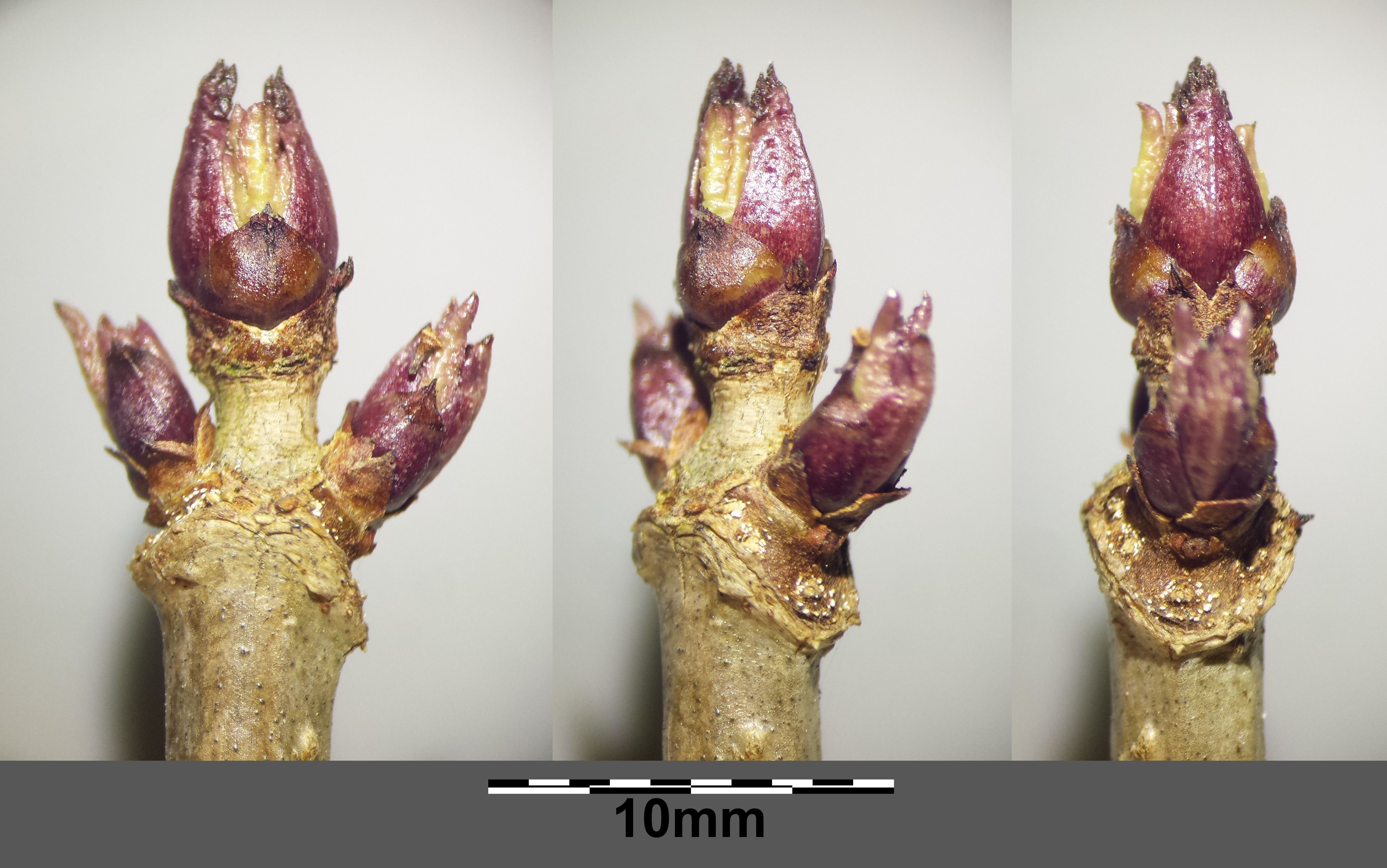
Зимові бруньки